# Cymaroa grisea
Cymaroa grisea är en fjärilsart som beskrevs av Carl Peter Thunberg 1784. Cymaroa grisea ingår i släktet Cymaroa och familjen björnspinnare. Inga underarter finns listade i Catalogue of Life.